# St. Bonifatius (Dudweiler)

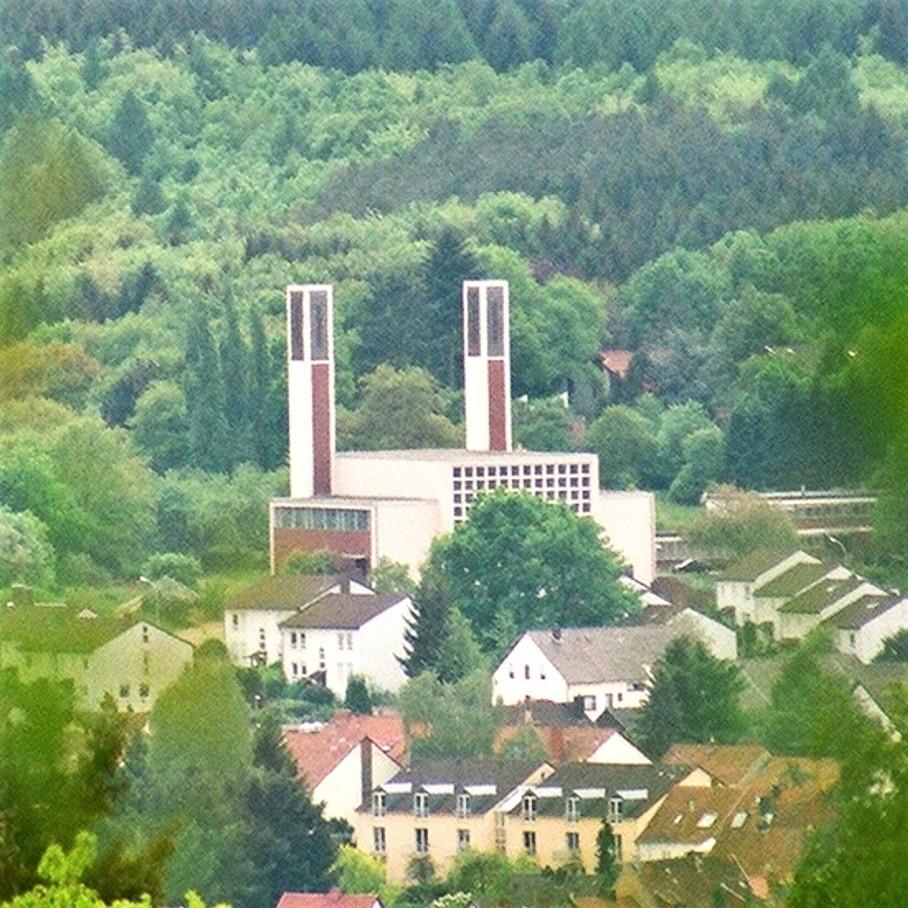
Dudweiler mit Blick zur Kirche St. Bonifatius (2009)

Die Kirche St. Bonifatius war bis 2013 eine römisch-katholische Pfarrkirche in Dudweiler, einem Stadtteil von Saarbrücken im Saarland. Das nach dem heiligen Bonifatius benannte Gotteshaus wurde zu einer Kindertagesstätte (Kirchenkinder St. Bonifatius) mit integriertem Pfarrsaal, in dem gelegentlich Gottesdienst stattfindet, umgebaut. Der Ort nennt sich jetzt Kirchenzentrum St. Bonifatius Dudweiler (Robert-Koch-Straße) und gehört als solches zur Katholischen Kirchengemeinde St. Marien Saarbrücken (Dudweiler, Jägersfreude, Herrensohr) im Dekanat Sulzbach des Bistums Trier.

## Geschichte
Nachdem die seit 1930 existierende Notkirche St. Bonifatius 1950 wegen Bergschäden geschlossen und 1952 abgerissen werden musste, wurden in Dudweiler innerhalb kurzer Zeit 2 neue Kirchen gebaut: 1954 St. Barbara im östlichen Dudweiler-Süd und 1957 St. Bonifatius im westlichen Dudweiler-Süd am Guckelsberg. Architekt von St. Bonifatius war Hans Schick (Sulzbach-Neuweiler). 1956 erfolgte ihre Grundsteinlegung, und am 21. Juli 1957 die Konsekration.
Die Glasfenster wurden nach Entwürfen des Malers Albert Burkart von Hans Bernhard Gossel (Frankfurt am Main) ausgeführt.
Am 1. Januar 2012 wurden die vier katholischen Pfarreien in Dudweiler, Herrensohr und Jägersfreude zu einer einzigen Gemeinde vereint. Am 6. Dezember 2013 fand die letzte Heilige Messe statt und es kam zur Profanierung der Kirche, die in eine Kita mit Gebetsraum umgebaut wurde, in dem eine Zeitlang Gottesdienste stattfanden. Im Februar 2022 gab die Pfarrei dann jedoch bekannt, dass man sich aus Kostengründen und weil der zusätzliche Raum dringend von der Kita benötigt wird, gänzlich aus dem Kirchenzentrum zurückziehen werde und somit den Standort komplett aufgibt. Die 1974 fertiggestellte, aber lange vorher schon bespielte Orgel der Firma E. F. Walcker & Cie. ging 2013 ins polnische Żelistrzewo (deutsch: Sellistrau), Ortsteil der Landgemeinde Puck (nördlich Danzig).

## Trivia
Wegen ihres Aussehens, wurde die Kirche von den Menschen im Ort Dudweiler auch als
'die Fabrik' bezeichnet.